# Ochten
Ochten (51° 55′ N, 5° 34′ L) é uma cidade dos Países Baixos, na província de Guéldria. Ochten pertence ao município de Neder-Betuwe, e está situada a 10 km sudoeste de Wageningen.
Em 2001, a cidade de Ochten tinha 3587 habitantes. A área urbana da cidade é de 0.75 km², e tem 1387 residências. 
A área de Ochten, que também inclui as partes periféricas da cidade, bem como a zona rural circundante, tem uma população estimada em 4690 habitantes.